# Sean Johnson
Sean Everet Johnson (Lilburn, 31 mei 1989) is een Amerikaans voetballer. In 2010 tekende hij een contract bij Chicago Fire uit de Major League Soccer.

## Clubcarrière
Sean Johnson werd als 51ste geselecteerd door Chicago Fire in de MLS SuperDraft 2010. Hij maakte zijn MLS-debuut op 1 augustus 2010 in een met 3-2 gewonnen wedstrijd tegen Los Angeles Galaxy. Om ervaring op te doen trainde hij in 2011, na het einde van de Amerikaanse competitie, mee met de Engelse clubs Manchester United en Everton.

## Interlandcarrière
Johnson maakte zijn debuut voor het voetbalelftal van de Verenigde Staten op 22 januari 2011 in een vriendschappelijke interland tegen Chili. Daarvoor speelde Johnson voor de voetbalelftallen onder 20 en 23 van de Verenigde Staten. Op 28 juli 2013 won Johnson met de Verenigde Staten de Gold Cup. Hij speelde op het toernooi één wedstrijd, in de groepsfase tegen Costa Rica